# هشام الشاوي
الدكتور هشام إبراهيم الشاوي (1930-2013) وهو سياسي ودبلوماسي وأكاديمي عراقي راحل.
حصل على شهادة الدكتوراه من جامعة أكسفورد في المملكة المتحدة، مارس التدريس الجامعي في كلية الاقتصاد والعلوم السياسية ثم بكلية القانون والسياسة وبعدها في كلية العلوم السياسية في جامعة بغداد.
عمل سفيراً للعراق في المملكة المتحدة ثم النمسا فكندا ووزيراً للتعليم العالي والبحث العلمي ووزيراً للدولة للشؤون الخارجية.
شغل منصب وزير الخارجية بالوكالة للفترة من 20 تشرين الأول 1974 إلى 11 تشرين الثاني 1974 بعد وفاة الوزير شاذل طاقة.
انفصل عن نظام لاحقا صدام حسين وعاش في المهجر.
توفي في الرياض يوم 25 تشرين الثاني 2013 عن عمر 83 عاما.